# 土城子
土城子，原寫為土城仔，是臺灣臺南市安南區的一個傳統地域名稱，位於該區西部略偏北。相較於今日行政區，其範圍大致包括城東里南部、城北里不含東南端、城中里、城南里不含北端、青草里南端、安西里不含北端，以及七股區的十份里南端。
本地區境內主要聚落為土城仔、郭份藔、虎尾藔、鄭仔藔、港西，設有土城國小。正統鹿耳門聖母廟位於此處。

## 歷史
台灣日治初期，土城子地區為一街庄，稱為「土城仔庄」（舊制街庄），隸屬於西港仔堡。該庄昔日西北及北與青草崙庄為鄰，東及東南隔曾文溪南側分流鹿耳門溪與學甲藔庄、媽祖宮庄為界，西南邊及西邊臨台灣海峽。
1901年（日治明治三十四年）11月11日，全台廢縣廳改設二十廳，該庄隸屬於鹽水港廳。1904年（明治三十七年）4月1日，該庄編入「學甲藔區」，隸屬於鹽水港廳。1906年（明治三十九年）4月1日，鹽水港廳內管轄區域調整，該庄改隸屬於「塭仔內區」。1909年（明治四十二年）10月25日，全台合併二十廳為十二廳，塭仔內區改隸屬於臺南廳。1920年（大正九年）10月1日，全台地方制度大改正，廢十二廳改設五州二廳，該庄改制並雅化為「土城子」大字，隸屬於臺南州新豐郡七股庄（新制街庄）。1938年（昭和十三年）4月1日，土城子、青草崙兩大字改隸屬於新豐郡安順庄。
戰後安順庄改制為安順鄉，隸屬於臺南縣，大字亦改制為村。1946年（民國35年）3月10日，安順鄉併入省轄臺南市，改制並改名為安南區，村亦改制為里。2010年（民國99年）12月25日，臺南縣、市合併為直轄臺南市，安南區仍隸屬於臺南市。

## 聚落
本地區發展較早的聚落為土城仔、郭份藔、虎尾藔、鄭仔藔，在日治初期的官方地圖上已有記載。此外，本地區尚有港西聚落。

## 交通
省道台17線又稱「西部濱海公路」，是甲南至水底寮的幹道，經過本地區東北部的土城藔聚落東側。由該道路北行可前往七股區、將軍區、北門區、嘉義縣布袋鎮等地；南行可前往臺南市北區/中西區、南區、高雄市茄萣區、湖內區西南端等地。
省道台17乙線是土城子至溪心寮的幹道，也是省道台17線與國道8號的聯絡道，其西側端點位於本地區與北鄰青草崙地區交界地帶、土城子聚落東北側的省道台17線路口，由此東行可前往溪心寮地區，並止於溪心寮聚落東北郊的省道台17甲線路口，亦可轉北連接國道8號。

## 學校
- 土城國小

## 公務機關
- 海洋委員會海巡署曾文溪安檢所

## 宗教民俗
- 正統鹿耳門聖母廟
- 土城仔香